# JABA東京スポニチ大会
JABA東京スポニチ大会（JABAとうきょうスポニチたいかい）は、日本野球連盟の関東地区連盟・スポーツニッポン新聞社が主催する社会人野球の大会である。社会人野球日本選手権大会の選考対象大会の1つである。後援毎日新聞社。
毎年3月に行なわれるため、社会人野球シーズンの幕開けを告げる大会となっている。

## 概要
毎年3月に行なわれる地区連盟主催大会の1つであり、16チームが予選リーグ戦・決勝トーナメント戦の併用で優勝を争う。優勝旗は深紅の「大日輪旗」である。優勝チームには他に宮本賞（楯）が授与される。
2007年から社会人野球日本選手権大会の選考対象大会の1つとなり、優勝チームは同大会出場が決まる。かつては、トーナメント戦を採用していたが、2010年から日本選手権選考対象大会の試合形式を統一することとなり、予選リーグ・決勝トーナメント併用となった。
他の地区連盟主催大会は地名をつけて単に「○○大会」と呼ばれるが、この大会はスポニチの名前をつけて「東京スポニチ大会」又は「スポニチ大会」と呼ばれる。一方、スポニチ及び毎日新聞を除く他の新聞においては単に「東京大会」と呼ばれることが多い。なお、スポニチは、社会人の2大ビッグタイトルである「都市対抗野球大会」・「社会人野球日本選手権大会」と並ぶ「社会人野球三大（三冠）大会」（ごくまれにクラブチームが出場すると、全日本クラブ野球選手権大会を加えた「四大（四冠）大会」）と紹介する場合がある。

## 出場チーム数・試合形式
従来は前述の通り、社会人野球シーズンの幕開けを華々しく飾る大会として、地区連盟主催大会では最多の32チーム（1995年は第50回を記念して36チームが出場）がトーナメント方式で優勝を争っていたが、2002年に日本野球連盟の、「（企業チーム減少の現状に鑑み）地区連盟主催大会の出場チームは24以下とする」との方針から24チームとなり、さらに2007年には22チームに減少した。
ところが、日本野球連盟がこの方針を一部大会について緩和する方針を示したことから2008年には29チームに戻った。しかし、2010年から日本選手権選考対象大会の試合形式を統一することとなり、チーム数は16チームに減少され、大会も予選リーグ・決勝トーナメント併用となった。

## 開催球場
近年多く使用されている球場は下記の3球場。
- 明治神宮野球場
- 横浜スタジアム
- 大田スタジアム

この他、2013年・2022年にはさいたま市岩槻川通公園野球場、2014年には上尾市民球場が会場として使用されている。
過去に使用されていた球場
- 後楽園球場（1987年まで使用）
- 川崎球場（1992年～2000年まで使用）
- 西武ドーム

## 歴代優勝チーム
| 年度（回）       | 優勝チーム                 | 決勝戦スコア | 準優勝チーム             | 備考 |
| ---------------- | -------------------------- | ------------ | ------------------------ | --- |
| 1946年（第1回）  | 川崎いすゞ                 | 10-4         | 藤倉電線                 | |
| 1947年（第2回）  | 横浜金港クラブ             | 11-10        | 藤倉電線                 | |
| 1948年（第3回）  | 愛知産業                   | 9-3          | 鐘紡淀川                 | |
| 1949年（第4回）  | 小口工作所                 | 13-4         | 大洋漁業                 | |
| 1950年（第5回）  | 全藤倉                     | 4-1          | 大昭和製紙               | |
| 1951年（第6回）  | 日本生命                   | 6-5          | 東京ガス                 | |
| 1952年（第7回）  | 八幡製鐵                   | 3-2          | 日本生命                 | |
| 1953年（第8回）  | 大昭和製紙                 | 10-3         | 日鉄二瀬                 | |
| 1954年（第9回）  | 全鐘紡                     | 5-2          | 大昭和製紙               | |
| 1955年（第10回） | 日本生命                   | 5-0          | 日鉄二瀬                 | |
| 1956年（第11回） | 鹿児島鉄道管理局           | 2-0          | 日本石油                 | |
| 1957年（第12回） | 鐘化カネカロン             | 6-1          | 日立製作所               | |
| 1958年（第13回） | 日本鋼管                   | 3-1          | 盛岡鉄道管理局           | |
| 1959年（第14回） | 日本生命                   | 7-2          | 丸善石油                 | |
| 1960年（第15回） | 日本鋼管                   | 4-0          | ニッポンビール           | |
| 1961年（第16回） | 日本石油                   | 2-0          | ニッポンビール           | |
| 1962年（第17回） | 日本石油                   | 8-7          | 日本生命                 | |
| 1963年（第18回） | 東芝                       | 4-3          | 大昭和製紙               | |
| 1964年（第19回） | いすゞ自動車               | 7-0          | 東芝                     | |
| 1965年（第20回） | 日立製作所                 | 2-0          | 日本生命                 | |
| 1966年（第21回） | 日本石油                   | 2-1          | クラレ岡山               | |
| 1967年（第22回） | 日本鉱業日立               | 4-2          | 日本石油                 | |
| 1968年（第23回） | 日本生命                   | 1-0          | 日本石油                 | |
| 1969年（第24回） | 河合楽器                   | 8-1          | リッカーミシン           | |
| 1970年（第25回） | 日本通運                   | 3-2          | いすゞ自動車             | |
| 1971年（第26回） | 日本生命                   | 4-1          | 日立製作所               | |
| 1972年（第27回） | 三協精機                   | 3-0          | 三菱自動車川崎           | |
| 1973年（第28回） | 熊谷組                     | 5-1          | 日本楽器                 | |
| 1974年（第29回） | 東芝                       | 5-2          | 三協精機                 | |
| 1975年（第30回） | 熊谷組                     | 1-0          | 三協精機                 | |
| 1976年（第31回） | 電電東京                   | 6-5          | 西濃運輸                 | |
| 1977年（第32回） | 東芝                       | -            | 北海道拓殖銀行           | |
| 1978年（第33回） | 大昭和製紙                 | -            | 東芝                     | |
| 1979年（第34回） | 東芝                       | -            | 熊谷組                   | |
| 1980年（第35回） | 熊谷組                     | -            | 日本石油                 | |
| 1981年（第36回） | 東芝                       | -            | 日本生命                 | |
| 1982年（第37回） | 日本石油                   | -            | 電電関東                 | |
| 1983年（第38回） | 東芝                       | -            | 国鉄名古屋               | |
| 1984年（第39回） | プリンスホテル             | -            | 東京ガス                 | |
| 1985年（第40回） | 日本鋼管                   | -            | 明治生命                 | |
| 1986年（第41回） | 熊谷組                     | -            | 本田技研                 | |
| 1987年（第42回） | 日本通運                   | -            | 大阪ガス                 | |
| 1988年（第43回） | 日本石油                   | -            | NTT関東                  | |
| 1989年（第44回） | プリンスホテル             | -            | 東芝                     | |
| 1990年（第45回） | 熊谷組                     | -            | 富士重工業               | |
| 1991年（第46回） | 日本石油                   | -            | 東芝                     | |
| 1992年（第47回） | NTT東海                    | 2-1          | 東芝                     | |
| 1993年（第48回） | 日立製作所                 | 8-1          | プリンスホテル           | |
| 1994年（第49回） | 日本石油                   | 11-6         | プリンスホテル           | |
| 1995年（第50回） | 日本石油                   | 7-1          | 日本通運                 | |
| 1996年（第51回） | 東芝                       | 10-2         | JR東日本                 | |
| 1997年（第52回） | 日本生命                   | 11-8         | 三菱自動車川崎           | |
| 1998年（第53回） | 日本通運                   | 11-1         | NTT東京                  | |
| 1999年（第54回） | 東芝                       | 5-1          | 東芝府中                 | |
| 2000年（第55回） | 日産自動車                 | 9-3          | 本田技研                 | |
| 2001年（第56回） | JR東日本                   | 25-13        | 松下電器                 | |
| 2002年（第57回） | 日産自動車                 | 1-0          | ヤマハ                   | |
| 2003年（第58回） | 東芝                       | 8-4          | 日立製作所               | |
| 2004年（第59回） | 東芝                       | 4-2          | 三菱ふそう川崎           | |
| 2005年（第60回） | JR東日本                   | 6-2          | シダックス               | |
| 2006年（第61回） | 日産自動車                 | 8-7          | シダックス               | |
| 2007年（第62回） | JR九州                     | 9-0          | ホンダ鈴鹿               | 同年度から、優勝チームに日本選手権への出場権が与えられる。 |
| 2008年（第63回） | 新日本石油ENEOS            | 5-3          | JR東日本                 | |
| 2009年（第64回） | 新日本石油ENEOS            | 4-2          | 三菱重工横浜             | |
| 2010年（第65回） | 富士重工業                 | 4-1          | 新日本石油ENEOS          | |
| 2011年（第66回） | JX-ENEOS NTT西日本         | -            |                          | 東北地方太平洋沖地震（東日本大震災）の影響で、 8月に開催する予定だった同年度の都市対抗野球が 秋に延期となったため、日本選手権の開催は見送りとなった。                         |
| 2012年（第67回） | JFE東日本                  | 3-2          | 日本通運                 | |
| 2013年（第68回） | Honda                      | 5-3          | JX-ENEOS                 | |
| 2014年（第69回） | JFE東日本                  | 8-0          | 日本製紙石巻             | 決勝戦は7回コールド。 |
| 2015年（第70回） | 富士重工業                 | 1-0          | Honda                    | |
| 2016年（第71回） | 日本新薬                   | 3-1          | 新日鐵住金かずさマジック | |
| 2017年（第72回） | トヨタ自動車               | 6-1          | Honda                    | |
| 2018年（第73回） | Honda                      | 4-3          | Honda熊本                | |
| 2019年（第74回） | 日本新薬                   | 4-0          | 東芝                     | |
| 2020年           | 大会中止                   | 大会中止     | 大会中止                 | 新型コロナウイルスの影響のため中止となった。 当初は無観客試合での開催を予定していたが、 感染拡大に伴い一部球場が使用不可となり、 代替球場も確保できなかったため中止に至った。 |
| 2021年（第75回） | 三菱自動車倉敷オーシャンズ | 2-0          | 明治安田生命             | |
| 2022年（第76回） | 東芝                       | 6-0          | JR九州                   | 開幕前にニチダイ、カナフレックスの2チームが出場辞退。 |
| 2023年（第77回） | 東芝                       | 3-1          | Honda                    | |
| 2024年（第78回） | Honda                      | 7–0          | 日本通運                 | |
| 2025年（第79回） | 鷺宮製作所                 | 5–2          | 大阪ガス                 | 開幕前に日本製鉄かずさマジックが出場辞退。 |